# Hautteville-Bocage
 Hautteville-Bocage  es una población y comuna francesa, situada en la región de Baja Normandía, departamento de Mancha, en el distrito de Cherbourg-Octeville y cantón de Saint-Sauveur-le-Vicomte.

## Demografía
| 255 | 224 | 318 | 375 | 228 | 238 | 222 | 216 | 226 | 206 | 205 | 215 | 215 | 175 | 164 | 140 | 158 | 155 | 162 | 153 | 129 | 124 | 118 | 111 | 122 | 120 | 130 | 120 | 94 | 94 | 97 | 88 |
| Para los censos de 1962 a 1999 la población legal corresponde a la población sin duplicidades (Fuente: INSEE [Consultar]) |     |     |     |     |     |     |     |     |     |     |     |     |     |     |     |     |     |     |     |     |     |     |     |     |     |     |     |    |    |    |    |